# Zastava Indije
Zastava Indije je usvojena 22. lipnja 1947. i blago promijenjena 15. kolovoza iste godine. Sastoji se od tri jednake horizontalne pruge, gornje boje šafrana, bijele i donje zelene. U centru se nalazi mornarskoplavi kotač s 24 žbice. 
Zastavu s ove tri boje je prvi put upotrijebila najveća indijska stranka, Indijski nacionalni kongres (INC). Pri službenom usvajanju zastave objašnjeno je da boja šafrana predstavlja samoodricanje, jer vođe moraju biti nezainteresirani prema materijalnim dobrima i posvetiti se svom poslu. Bijela je svijetlo, put istine. Zelena je odnos prema zemlji. Kotač u sredini je čakra, predstavlja zakon vrline i istinu. Također predstavlja pokret koji bi Indija trebala slijediti.

## Vanjske poveznice
- Flags of the World